# 28-й пехотный полк (Австро-Венгрия)
28-й Богемский пехотный полк (нем. Böhmisches Infanterie-Regiment Nr. 28) — чешский пехотный полк Единой армии Австро-Венгрии.

## История

### Структура
Образован в 1698 году. До 1915 года носил название 28-й Богемский пехотный полк «Виктор Эммануил III, король Италии» (нем. Böhmisches Infanterie Regiment «Viktor Emanuel III. König von Italien» Nr. 28). Участвовал в австро-турецких и Наполеоновских войнах, Семилетней и Австро-итало-прусской войне, а также в подавлении Венгерского восстания. В разное время покровителями полка были:
- 1832—1848: Теодор фон Латур;
- 1849—1881: рыцарь Людвиг фон Бенедек;
- 1881—1900: Умберто I, король Италии;
- 1900—1918: Виктор Эммануил III, король Италии.

Полк состоял из 4-х батальонов: 1-й базировался в Праге, 2-й — в Виттингау, 3-й и 4-й — в Будвайсе. Национальный состав полка по состоянию на 1914 год: 95 % — чехи, 5 % — прочие национальности.

### Боевой путь
В 1914 и 1915 годах полк сражался на Восточном фронте Первой мировой войны против русской армии в Галиции. Солдаты полка были захоронены на пяти военных кладбищах: 192 (Любча), 193 (Домбрувка-Щепановска), 198 (Блоне), 267 (Варысь) и 314 (Бохня). В апреле 1915 года полк был расформирован после боёв в Карпатах: императорские и королевские власти обвинили солдат в предательстве и дезертирстве. Позднее распространилась легенда (см. ниже) о добровольной сдаче полка в плен.
После восстановления на основе 10-го походного батальона 28-й полк продолжил бои на Итальянском фронте Первой мировой войны, участвуя во второй битве при Изонцо. 4 июня 1917 в ходе очередного боя под Изонцо полк участвовал в австрийском контрнаступлении, потеряв 29 офицеров (8 убитых и 21 раненый) и 1170 солдат (300 убитых и 870 раненых). В ходе боя полк недосчитался двух третей личного состава.
В ходе так называемых реформ Конрада с июня 1918 года число батальонов было сокращено до трёх: остались только 2-й, 3-й и 4-й батальоны.

## Командиры
- 1859—1873: полковник Александр фон Лебцельтерн[12][13]
- 1873—1879: полковник Адольф Ресич фон Руйненберг
- 1879—1903: полковник Александр Хаймбах[14]
- 1903—1907: полковник Генрих Фат
- 1908—1911: полковник Франц Даниэль[15]
- 1912—1914: полковник Фердинанд Седлачек[2]
- 1914—1915: подполковник Флориан Шаумайер

## Известные военнослужащие
- Мориц Ауффенберг (1852—1928), лейтенант; позднее генерал пехоты Австро-Венгрии

## Легенда о сдаче русским в плен
В марте 1915 года русские войска вели бои на территории современной Словакии: в районе Бартфельда (ныне Бардейов) находились части 24-го армейского корпуса. После удара 25 марта русскими полками 49-й дивизии по позициям 28-й австро-венгерской дивизии австрийское командование приказало перебросить ряд полков с других участков Карпатского фронта. 28-й Пражский пехотный полк подполковника Флориана Шаумайера, имевший в строю 850 человек здоровыми, занял оборону в ночь на 27 марта у деревни Стебник Гута. К нему прибыл на помощь батальон из 700 человек. Условия пребывания полка были плохими: солдаты мёрзли по ночам и вынуждены были питаться консервами и мёрзлым хлебом.
В течение нескольких следующих дней Чешская дружина русской армии под командованием подпоручика Войтеха Клецанды захватила несколько десятков пленных и после допросов передала все сведения о батальонах 28-го пехотного полка. 3 апреля в субботу перед Пасхой в атаку пошёл Оровайский 195-й пехотный полк, который смял один чешский батальон и отбросил ещё два других. В ходе завязавшихся боёв 28-й Пражский полк потерял 800 человек убитыми и ранеными, а 5 апреля отбил очередную атаку. Однако усталость чехов давала знать, к тому же были случаи дезертирства. В конце концов, 11 апреля австрийское командование объявило о расформировании 28-го пехотного полка за предательство. Оставшихся в строю солдат было велено распределить по другим батальонам, а полку приказали сдать знамя в музей. Согласно писателю Ярославу Гашеку и роману «Похождения бравого солдата Швейка», были зачитаны два приказа:

ПРИКАЗ ПО АРМИИ ОТ 17 АПРЕЛЯ 1915 ГОДА:
Преисполненный горечью, повелеваю вычеркнуть императорский королевский 28-й пехотный полк из списков моих войск за трусость и измену. Приказываю отобрать у покрывшего себя бесчестием полка знамя и передать его в военный музей. Полк, который морально разложился уже на родине и который отправился на театр военных действий с тем, чтобы осуществить свои предательские намерения, отныне перестаёт существовать.
Франц-Иосиф I.

ПРИКАЗ ЭРЦГЕРЦОГА ИОСИФА-ФЕРДИНАНДА:
Чешские воинские части не оправдали нашего доверия, особенно в последних боях. Чаще всего они не оправдывали доверия при обороне позиций. В течение продолжительного времени они находились в окопах, что постоянно использовал противник, вступая в связь с подлыми элементами этих воинских частей.
При поддержке этих изменников атаки неприятеля направлялись обычно именно на те фронтовые части, в которых находилось много предателей.
Часто неприятелю удавалось захватить нас врасплох, так сказать, без труда проникнуть на наши передовые позиции и захватить в плен большое число их защитников.
Позор, стократ позор презренным изменникам и подлецам, которые дерзнули предать императора и империю и своими злодеяниями осквернили не только славные знамёна нашей великой и мужественной армии, но и ту нацию, к которой они себя причисляют. Рано или поздно их настигнет пуля или петля палача.
Долг каждого чешского солдата, сохранившего честь, сообщить командиру о таком мерзавце, подстрекателе и предателе. Кто этого не сделает — сам предатель и негодяй. Этот приказ зачитать всем солдатам чешских полков.
Императорский королевский 28-й полк приказом нашего монарха уже вычеркнут из рядов армии, и все захваченные в плен перебежчики из этого полка заплатят кровью за свои тяжкие преступления.
Эрцгерцог Иосиф-Фердинанд.

В австрийской прессе распространились слухи о том, что сразу два батальона сдались в плен к русским. Со ссылкой на командование 4-го Баварского пехотного полка германской армии, поддержавших капитуляцию и сдачу в плен чехов было приказано арестовать. В российской прессе же появились сообщения, что полк сдался добровольно русским войскам, не желая воевать за австрийские убеждения и стремясь к освобождению Чехии от австрийского владычества. Уже в межвоенные годы местные немцы использовали легенду в целях античешской пропаганды и доказательства склонности чехов к предательству, а чехи доказывали этой же легендой своё стремление к независимости и нежелание воевать за германские идеалы. С февраля 1948 года в Чехословакии правила коммунистическая партия, которая, по мнению историка К. Пихлик, доказывала, что сдача 28-го полка в плен была ещё и протестом чешских рабочих и крестьян против империалистической войны.
Историк Иржи Фучик в 2006 утверждал, что полк потерял 3 апреля 1915 огромное количество убитыми, ранеными и пленными: к Оровайскому 195-му пехотному полку в плен попали 770 человек (8 офицеров и 762 солдата) и речи о добровольной сдаче полка в плен не подтверждаются документами. Например, в рапорте подполковника В.А. Полумордвинова написано, что противник не сдавался, несмотря на неожиданность атаки (оровайцы потеряли 6 человек убитыми и 62 ранеными). Основные потери у чехов понёс 1-й батальон 28-го полка, атакованный 4-м русским батальоном подполковника А. С.Ризо и затем добитый двумя батальонами подполковника А. А. Дмитриева.

## В литературе
В романе Ярослава Гашека «Похождения бравого солдата Швейка» упоминаются некий рыжий министрант, который служил в 28-м полку и был суфлёром у фельдкурата Отто Каца, а также один военнослужащий, перешедший на службу России и отправившийся в разведку как солдат 6-й Киевской дивизии. Также о полку говорится, что когда он отправлялся на фронт и проездом прибыл в Сегедин, венгры стали издевательски поднимать руки вверх, издеваясь над полком.
Касаемо сдачи полка Швейк в романе говорит, что сообщение о капитуляции 28-го пехотного полка зачитали значительно позже, чем император издал приказ о расформировании полка.

### Справочные данные
- Österreich-Ungarns bewaffnete Macht 1900-1914 Архивная копия от 4 марта 2016 на Wayback Machine
- Austro-Hungarian Land Forces 1848-1918 By Glenn Jewison & Jörg C. Steiner
- Kais. Königl. Militär-Schematismus für 1873. Wiedeń: K. K. Hof- und Staatsdruckerei, 1873.
- Schematismus für das Kaiserliche und Königliche Heer und für das Kaiserliche und Königliche Kriege-Marine für 1900. Wiedeń: K. K. Hof- und Staatsdruckerei, 1889.
- Schematismus für das Kaiserliche und Königliche Heer und für das Kaiserliche und Königliche Kriege-Marine für 1895. Wiedeń: K. K. Hof- und Staatsdruckerei, 1884.
- Polegli na ziemiach polskich z K.u.K. Infanterie Regiment Viktor Emanuel III. König von Italien Nr 28 Архивная копия от 17 июня 2017 на Wayback Machine  (пол.)

### Статьи
- LEIN, Richard. The “Betrayal” of the k.u.k. Infantry Regiment 28. Truth or Legend?. In SKŘIVAN, Aleš; SUPPAN, Arnold. Prague Papers on the History International Relations. Prague : Institute of World History, 2009. Dostupné online. ISBN 978-80-7308-296-3. ISSN 1803-7356. S. 325-348. (anglicky)
- А.М. Кручинин. Легенда о полку «Пражские дети» // Урал индустриальный. Бакунинские чтения: Индустриальная модернизация Урала в XVIII—XXI вв.. — Екатеринбург, 2014. — Т. 1. — С. 388—391.